# Леодегар Тенга
Леодегар Чілла Тенга (англ. Leodegar Chilla Tenga; нар. 23 вересня 1955) — танзанійський футбольний діяч. В минулому один з найкращих танзанійських футболістів, гравець збірної Танзанії у складі якої взяв участь у першому історичному Кубку африканських націй 1980 року. З 2005 до 2013 року — президент Федерації футболу Танзанії.